# スティーブン・スペンダー
スティーブン・スペンダー（スティーヴン・スペンダー、Stephen Spender 1909年2月28日-1995年7月16日）は、イギリスの詩人・批評家。
母方にユダヤ系ドイツ人の血をひく。

## 概要
オックスフォード大学在学中から、「オーデングループ」としてW・H・オーデン、セシル・デイ・ルイス、ルイス・マクニースなどと交わり、共産主義者になったこともある。
クリストファー・イシャウッドとたびたびドイツに旅行、1930年から詩集を刊行、1935年批評集『破壊的要素』を出す。1937年スペイン内戦の実態を見て左翼を捨てる。1940年－1941年シリル・コノリーと文芸雑誌『ホライズン』を編集、第二次大戦では国防軍に加わり消防隊員。
1953年からはアーウィング・クリストルとともに、文芸雑誌『エンカウンター』の編集に加わり、1957年国際ペンクラブ大会で来日。
1970年－1971年ロンドン大学教授。1983年サーの称号を受ける。日本では徳永暢三が精力的に翻訳をおこなった。
両性愛者であったと言われている。

## 訳書一覧
- 破壊的要素 現代作家と信条の研究 大貫三郎・岡鈴雄訳　荒地出版社 1956
- 創造的要素 深瀬基寛・村上至孝訳 筑摩書房（全2冊） 1956-57／筑摩叢書（全1冊） 1965、新版1985
- 一九三九年以後の英詩 大沢実訳 北星堂書店 1957
- 詩集・静かなる中心 田中清太郎・工藤昭雄共訳 国文社 (ピポー叢書)  1958
- 世界の中の世界 自伝第1・2部 高城楢秀・小松原茂雄・橋口稔共訳 南雲堂 1959
- 躓づいた神 海老塚敏男訳 南雲堂 (南雲堂現代の教養)  1962
- スペンダー全詩集 徳永暢三訳 思潮社 1967
- スペンダー他 世界名詩集 第4巻 安藤一郎訳 平凡社 1968
- スペンダー評論集 福田陸太郎・徳永暢三訳 英潮社 1968
- 叛逆者たちの年 徳永暢三訳 晶文社〈晶文選書〉 1970
- 一篇の詩ができるまで 徳永暢三訳 荒地出版社 1970
- 現代的想像力 岡崎康一・増田秀男訳 晶文社〈晶文選書〉 1970
- イギリスとアメリカ 愛憎の関係 徳永暢三訳 研究社出版 1976
- エリオット伝 和田旦訳 みすず書房 1979.10
- チャイナ・ダイアリー 小沢瑞穂訳 新潮社 1986.3。デヴィッド・ホックニー絵・写真
- スティーヴン・スペンダー日記  1939-1983 徳永暢三訳 彩流社 2002.7